# Soho Foundry

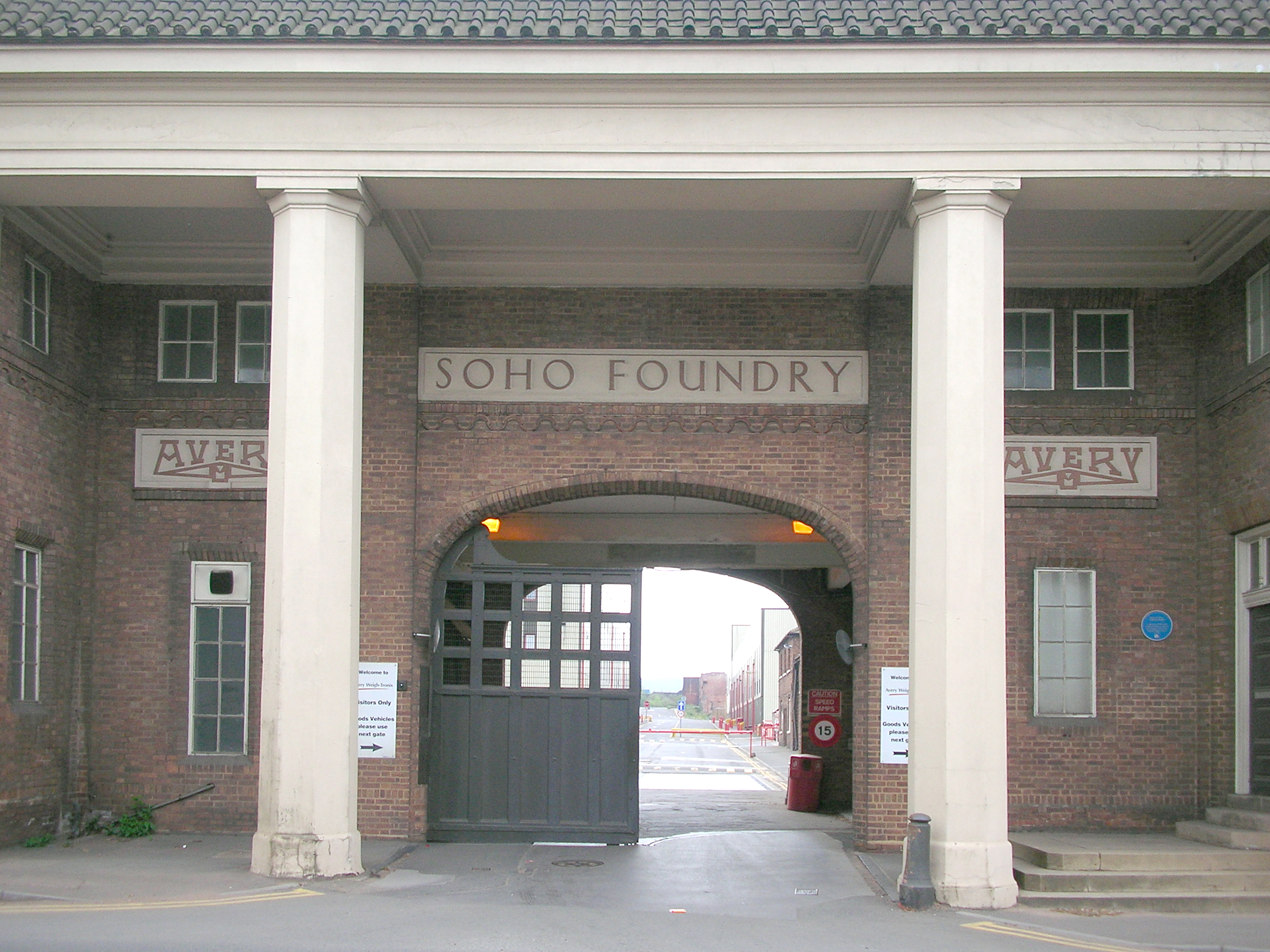
Soho Foundry Haupteingang

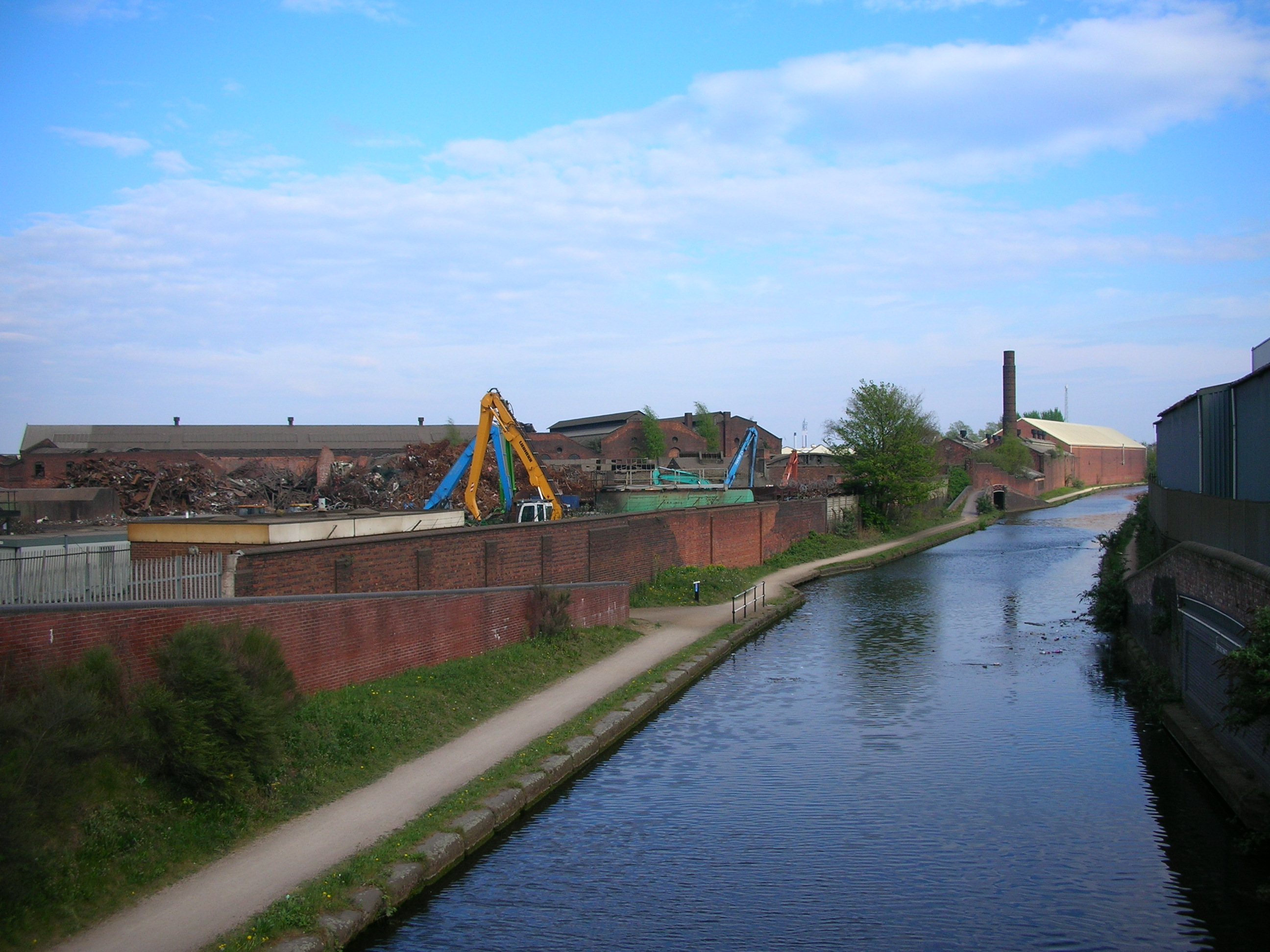
Rückwärtiges Gelände der Soho Foundry

Die Soho Foundry war eine Maschinenfabrik in Handsworth (heute ein Teil von Birmingham), die von den Unternehmern Matthew Boulton und James Watt zur Produktion von Dampfmaschinen errichtet worden war.
Die Gründung der Fabrik erfolgte 1795, nachdem Boulton und Watt seit 1775 in einer Partnerschaft Watts Dampfmaschine vermarkteten und die bis dahin übliche Produktion der Einzelteile durch Zulieferer nicht mehr ausreichte. Da Boultons hauptsächlicher Produktionsstandort, die Soho Manufactory, für die schweren Arbeiten nicht ausgerüstet war und eine Errichtung neuer Maschinenhallen auf dem Gelände nicht mehr in Frage kam, wurde ein neuer, nahe gelegener Produktionsstandort gesucht. Das Gelände in Handsworth, das schließlich ausgewählt wurde, lag an einem neu errichteten Kanal und ermöglichte so die einfache Auslieferung auch schwerster Maschinen. Zu diesem Zweck wurde auch ein neuer Stichkanal auf das Firmengelände geführt, der heute aber zugeschüttet ist; nur die Brücke, die am Kanalufer über den Stichkanal führte, existiert noch und steht, wie das ebenfalls noch existierende Haupttor und die anschließende Werkstraße mit historischen Wohngebäuden für Firmenangehörige, unter Denkmalschutz. Der Bau der notwendigen Gebäude erfolgte zügig nach dem Kauf des Landes, so dass die Fabrik am 30. Januar 1796 offiziell eröffnet werden konnte.
Nachdem 1800 sowohl der Patentschutz der Wattschen Maschinenkonstruktion als auch der Partnerschaftsvertrag der Firmengründer auslief übergaben sie die Firma ihren Söhnen, Matthew Robinson Boulton und James Watt jr. In ihrer Zeit fiel die Entscheidung, das vom britischen Parlament erteilte Monopol für die Errichtung von Gasanstalten und Straßenbeleuchtungen, die der schottische Ingenieur William Murdoch, Mitarbeiter der Firma seit 1777, entwickelt hatte, ungenutzt zu lassen, da man keine Gewinne aus diesem Geschäft erwartete. Wie sich nach Ablauf des Monopols zeigte, war dies aber eine krasse Fehleinschätzung. Da sich weder Murdoch noch die Firma das Patent an der Erfindung gesichert hatten, konnten sie an dem weltweiten Geschäft nicht teilhaben.
Nach dem Tod der Söhne der Firmengründer ging die Firma 1848 in den Besitz von H.W. Blake über, der den Firmennamen in James Watt & Co änderte. In seine Ägide fiel der spektakuläre Bau des Segeldampfschiffs Great Eastern, für das die Fabrik die Propeller lieferte.
Der gut gehende Betrieb wurde 1895 an die Firma Avery Berkel verkauft, die sich kurz darauf in eine Aktiengesellschaft umwandelte. Heute werden auf Teilen des Firmengeländes Gewichte für Präzisionswaagen hergestellt. Einige historische Gebäude, darunter das Wohnhaus Murdochs ab 1817, stehen unter Denkmalschutz; ein weiterer Bereich des ehemaligen Fabrikgeländes wird als Schrottplatz genutzt.

## Trivia
Da das Firmengelände an der ehemaligen Grenze zwischen dem kleinen Ort Handsworth und dem größeren Smethwick liegt, wird die Fabrik häufig auch als zu Smethwick gehörig genannt. Offiziell war sie aber Teil der Gemeinde Handsworth, auf deren Gelände auch die Zugangsstraße, die heutige Foundry Lane, liegt.